# Han van Meegeren
Han van Meegeren (Henricus Antonius van Meegeren), (Deventer, 1889. október 10. – Amszterdam, 1947. december 30.) holland festő, a 20. század egyik legsikeresebb képhamisítója.

## Életrajza

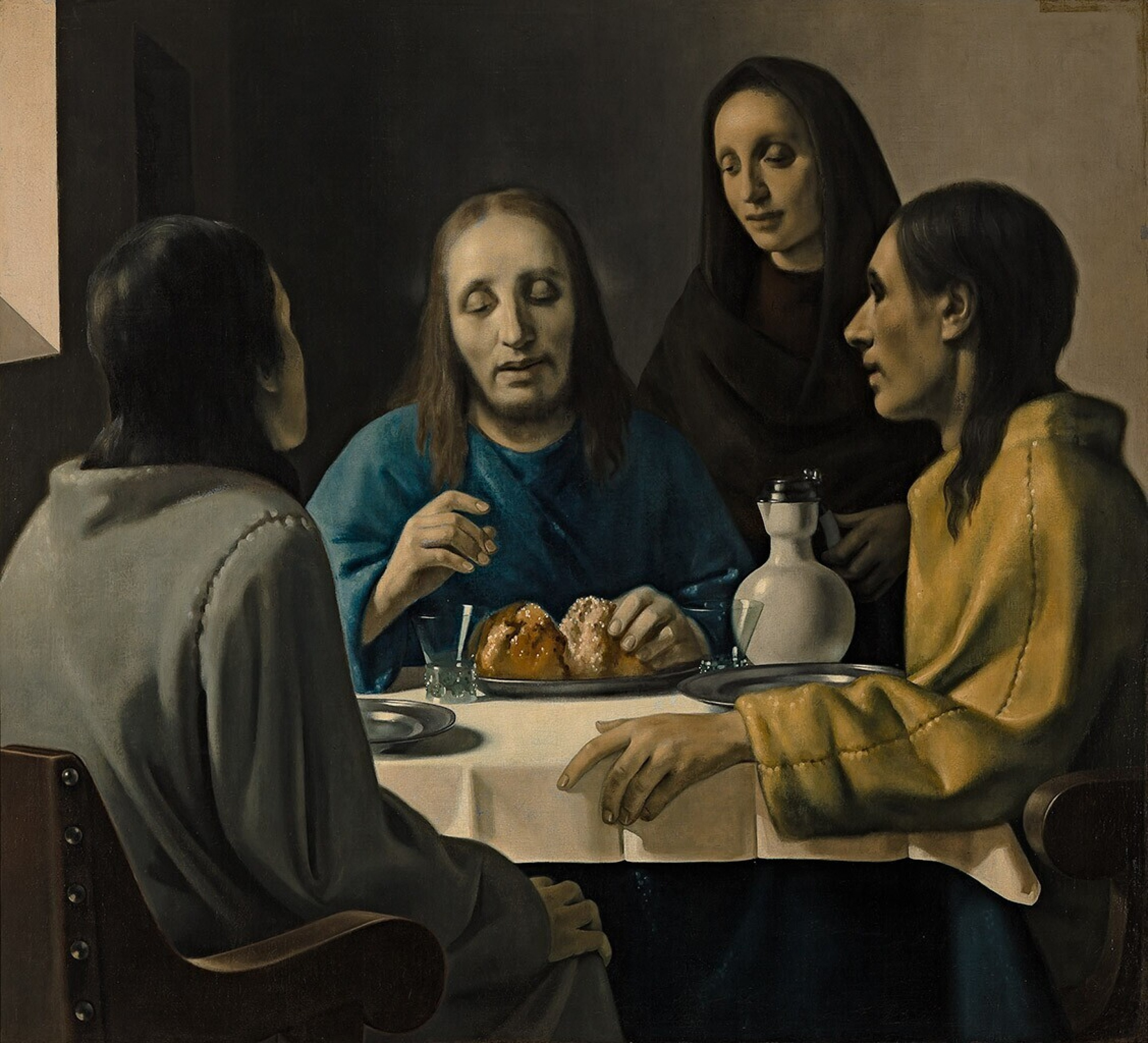
Az emmauszi vacsora

Katolikus holland családban született Augusta Louisa Henrietta Camps és Hendrikus Johannes van Meegeren gyermekeként. Apja történelemtanár volt Deventerben. Gyerekként elbűvölte őt a németalföldi festészet aranykora és elhatározta, hogy festő lesz. Rajztanárától tanulta meg a festékek keverését, így szinte olyan fényt ért el festményeiben, hogy az tényleg megközelítette a régi németalföldi festészetet. Felnőve, amikor a művészeti kritikusok művészetét idejétmúltnak és derivatívnak nevezték, úgy érezte, tönkretették a karrierjét. Elhatározta, hogy bebizonyítja tehetségét a kritikusoknak azzal, hogy híres festők, mint Frans Hals, Pieter de Hooch, Gerard Terborch vagy Johannes Vermeer képeit hamisítja. Annyira tökéletesen utánozta a korabeli technikákat, hogy még a legkiválóbb kritikusok is a nagy festők elveszett munkáinak hitték képeit. Leghíresebb hamisított képe az Emmauszi vacsora volt, amit 1937-es dél-franciaországi tartózkodása alatt festett. Ezt a képet Vermeer egyik legjobb képének tartották. A hamisítvány annyira hitelesre sikeredett, hogy a világ kritikusai tényleg bedőltek és egy csapásra valódinak kiáltották ki. A hamisítványt úgy reklámozták, hogy a „nagy mű, amely előkerült a feledés homályából”.
A második világháború alatt módos hollandok, akik meg akarták menteni a holland remekműveket a náciknak való kiárusítástól, felvásárolták van Meegeren hamisítványait. Végül az egyik hamis Vermeer-kép Hermann Göring tulajdonába került, s van Meegeren százmilliókat nyert vele. A háború után Göring hagyatékában megtalálták a hamisítványt, amelyre nyomban a holland hatóságok tették rá a kezüket. A hollandokat nyugtalanította, miként kerültek Németországba a valódinak vélt festmények, amiről semmi kétség nem volt, hogy a megszálló németek kezére valahonnan belülről juttatták. A rendőrség alapos nyomozást végzett és Han van Meegerent 1945. május 29-én letartóztatták, mint kollaboránst, mivel a hatóságok azt hitték, ő adta el a holland kulturális kincseket a náciknak. Ezek a bűnök börtönbüntetést vontak maguk után, így van Meegeren végül kifakadt és ezt mondta a rendőrségnek: „Maguk ostobák. Nem adtam el semmiféle műkincset! Ezek az én festményeim!”. Van Meegeren a Vermeer-festményeken kívül bevallotta a többi hamisítványt is, de nem hittek eleinte neki. Mivel a rendőrségi nyomozás egy helyben topogott, a hatóságok felszólították, hogy fessen egy újabb festményt felügyelet mellett. Mivel van Meegeren be akarta bizonyítani, hogy nincs köze kollaborációhoz, s mint saját alkotását adta el, ezért megmutatta virtuóz tehetségét és megfestett egy Vermeer-képet. Az egész világon híre ment van Meegerennek, s bebizonyosodott, hogy rendkívüli hamisító. A sajtó már nemzeti hősként ünnepelte, mint a zseniális festőt, aki halált megvető bátorsággal csinált hülyét a nácikból, és csalta ki a pénzüket kamu képekkel. 1947. november 12-én van Meegeren hamisítás, valamint kollaboráció és egyéb hamis vádak miatt egy év börtönbüntetést kapott. A felmérések szerint ekkor már hazája második legnépszerűbb embere volt. Sosem ülte le ezt a büntetést, mert 1947. december 30-án szívrohamot kapott és elhunyt.

## A hamisítványok
Hollandiában Han van Meegeren híres festő lett. A Szarvas (1921) és az Utcazenészek (1928) című képei különösen népszerűek voltak. Az első legális másolatai – Frans Hals stílusában – a Nevető gavallér és a Vidám füstös voltak 1923-ban. 1928-ra a régi holland stílusban készült képei nem érdekelték már a kritikusokat, akik a kubista és szürrealista irányzatokért voltak inkább oda. Úgy tartották, hogy van Meegeren tehetsége korlátolt, csak a régi festmények másolásáig terjedt. Ennek hatására van Meegeren álnéven 1928 áprilisa és 1930 márciusa között számos mérges hangvételű cikket publikált a Harci kakas című magazinban, amit két barátjával alapított.

## Kapcsolódó irodalom
- Frederik H. Kreuger: Han van Meegeren Revisited. His Art & a List of his Works., Fourth enlarged edition. Quantes Publishers Rijswijk, Delft 2013. ISBN 978 90 5959 065 6
- Kreuger, Frederik H. (2007) A New Vermeer, Life and Work of Han van Meegeren. Rijswijk, Holland: publishing house Quantes. page 22. ISBN 978-90-5959-047-2
- Doudart de la Grée, Marie-Louise (Amsterdam 1966) Geen Standbeeld voor Van Meegeren (No Statue for Van Meegeren). Nederlandsche Keurboekerij Amsterdam. OCLC 64308055
- Godley, John (Lord Kilbracken) (1951). Van Meegeren, master forger. p:127-129. New York: Charles Scribner’s Sons. LC call number: ND653.M58 K53 1966. OCLC 31674916
- Dutton, Denis (1993). "Han van Meegeren (excerpt)". in Gordon Stein; foreword by Martin Gardner. Encyclopedia of hoaxes. Detroit: Gale Research. ISBN 0-8103-8414-0
- Wynne, Frank (8 May 2006). "The forger who fooled the world". UK Telegraph. [halott link]. Hozzáférés ideje: 2007-05-25.
- Bredius, Abraham (October 1932). „An unpublished Vermeer”. Burlington Magazine 61:145.
- Kreuger, Frederik H. (2004). The life and work of Han Van Meegeren, master-forger page 173. (Published in Dutch as Han van Meegeren, Meestervervalser. Includes 130 illustrations, some in colour, many of them new.) OCLC 71736835

### Magyarul
- Lord: Kilbracken: A van Meegeren-dosszié; ford. Zentai Éva; Gondolat, Budapest, 1973
- Luigi Guarnieri: Vermeer kettős élete. A 20. század legnagyobb képhamisításának története; ford. Todero Anna; Geopen, Budapest, 2008
- Edward Dolnick: A képhamisító. Igaz történet Vermeerről, a nácikról és a 20. század legnagyobb képhamisításáról; ford. Szabó István; General Press, Budapest, 2015